# 沩山镇
沩山镇，原名东堡乡，是中华人民共和国湖南省株洲市醴陵市下辖的一个乡镇级行政单位。

## 行政区划
东堡乡下辖以下地区：
竹湖村、樟椴村、东堡村、新庵村、土埠村、大塘坳村、沩山村、望仙桥村、山峰村、钟鼓村、漏水平村、大林村、老鸦山村、泉源村、赤竹村和东坑村。